# دان كيندرا
دان كيندرا (بالإنجليزية: Dan Kendra)‏ هو لاعب كرة قدم أمريكية أمريكي، ولد في 15 مارس 1976 في مورغانتاون في الولايات المتحدة.